# Raimo Utriainen
Raimo Arvi Johannes Utriainen, född 24 september 1927 i Kuopio, död 27 april 1994 i Helsingfors, var en finländsk skulptör.

## Biografi
Raimo Utriainen utbildade sig i konst på Finska konstföreningens ritskola i Åbo, 1948–49 vid Centralskolan för konstflit i Helsingfors, från 1949 i arkitektur på Tekniska högskolan i Helsingfors och 1953 i skulptur på Finlands konstakademi i Helsingfors. Han började med figurativa skulpturer på 1950-talet och övergick i början av 1960-talet till abstrakta verk i brons, betong och stål i stor skala. Han skulpterade också medaljer.
En samling på nästan 150 skulpturer, akvareller, teckningar och skisser av Raimo Utriainen finns på Esbo museum för modern konst.
Raimo Utriainen tilldelades Pro Finlandia-medaljen 1980. Samma år tilldelades han titeln professor.
Han är begravd på Sandudds begravningsplats i Helsingfors.

## Offentliga verk i urval
- Skulptur i brons, 1964, Tenstagången framför centrumhuset i Tensta
- Fontänskulptur över Emil Aaltonen, 1969, Tammerfors
- Minnesmärke över Ida Aalberg, 1972, Kajsaniemiparken, Helsingfors
- Vooki,  rostfritt stål och eloxerat aluminium,.1974, framför Östersjöhuset, Märaholmskajen / Drumsö bro,  Gräsviken, Helsingfors
- Minnesmärke över Arvo Turtiainen, 1990, Matti Helenius park, Berghäll, Helsingfors